# Benjamin Moser (Skilangläufer)
Benjamin Moser (* 24. Juli 1997 in Schwaz) ist ein österreichischer Skilangläufer.

## Werdegang
Moser, der für den SV Achensee-Tirol startet, nahm von 2012 bis 2017 an U18 und U20-Rennen im Alpencup teil. Beim Europäischen Olympischen Winter-Jugendfestival 2015 in Steg belegte er den 33. Platz im Sprint, den 18. Rang über 10 km klassisch und den 13. Platz über 7,5 km Freistil. Seine besten Platzierungen bei den Junioren-Skiweltmeisterschaften 2016 in Râșnov waren der 46. Platz über 15 km Freistil und der 14. Rang mit der Staffel. Im folgenden Jahr errang er bei den Junioren-Skiweltmeisterschaften in Soldier Hollow jeweils den 42. Platz im Sprint und über 10 km Freistil und den 40. Platz im Skiathlon. In der Saison 2017/18 nahm er in Prémanon erstmals am Alpencup teil und belegte dabei den 48. Platz über 15 km klassisch und kam bei den U23-Weltmeisterschaften 2018 in Goms auf den 36. Platz über 15 km klassisch und auf den 35. Rang im Sprint. In der folgenden Saison lief er bei den U23-Weltmeisterschaften 2019 in Lahti auf den 61. Platz über 15 km Freistil, auf den 54. Rang im 30-km-Massenstartrennen und auf den 23. Platz im Sprint und bei den Nordischen Skiweltmeisterschaften 2019 in Seefeld in Tirol auf den 56. Platz im Sprint. Sein Debüt im Weltcup hatte er im Dezember 2019 in Planica, welches er auf dem 46. Platz im Sprint beendete. Bei den U23-Weltmeisterschaften 2020 in Oberwiesenthal belegte er den 37. Platz im Sprint, den 32. Rang im 30-km-Massrnstartrennen und den 31. Platz über 15 km klassisch. Im Dezember 2020 holte er in Dresden mit dem 13. Platz zusammen mit Tobias Habenicht im Teamsprint seine ersten Weltcuppunkte. Bei den Nordische Skiweltmeisterschaften 2021 in Oberstdorf errang er den 43. Platz im Sprint sowie zusammen mit Mika Vermeulen den 11. Platz im Teamsprint und bei den Olympischen Winterspielen 2022 in Peking den 43. Platz im Sprint sowie  zusammen mit Michael Föttinger den zehnten Rang im Teamsprint.

## Teilnahmen an Weltmeisterschaften und Olympischen Winterspielen

### Olympische Spiele
- 2022 Peking: 10. Platz Teamsprint klassisch, 43. Platz Sprint Freistil

### Nordische Skiweltmeisterschaften
- 2019 Seefeld in Tirol: 56. Platz Sprint Freistil
- 2021 Oberstdorf: 11. Platz Teamsprint Freistil, 43. Platz Sprint klassisch
- 2023 Planica: 15. Platz Teamsprint Freistil, 34. Platz Sprint klassisch
- 2025 Trondheim: 12. Platz Staffel, 13. Platz Teamsprint klassisch, 28. Platz Sprint Freistil, 41. Platz 50 km Freistil Massenstart

## Platzierungen im Weltcup

### Weltcup-Statistik
Die Tabelle zeigt die erreichten Platzierungen im Einzelnen.
- 1.–3. Platz: Anzahl der Podiumsplatzierungen
- Top 10: Anzahl der Platzierungen unter den ersten zehn
- Punkteränge: Anzahl der Platzierungen innerhalb der Punkteränge
- Starts: Anzahl gelaufener Rennen in der jeweiligen Disziplin
- Hinweis: Bei den Distanzrennen erfolgt die Einordnung gemäß FIS.

| Platzierung               | Distanzrennen a | Distanzrennen a | Distanzrennen a | Distanzrennen a | Distanzrennen a | Skiathlon Verfolgung | Sprint | Etappen- rennen b | Gesamt | Team   | Team    |
| Platzierung               | ≤ 5 km          | ≤ 10 km         | ≤ 15 km         | ≤ 30 km         | > 30 km         | Skiathlon Verfolgung | Sprint | Etappen- rennen b | Gesamt | Sprint | Staffel |
| ------------------------- | --------------- | --------------- | --------------- | --------------- | --------------- | -------------------- | ------ | ----------------- | ------ | ------ | ------- |
| 1. Platz                  |                 |                 |                 |                 |                 |                      |        |                   |        |        |         |
| 2. Platz                  |                 |                 |                 |                 |                 |                      |        |                   |        |        |         |
| 3. Platz                  |                 |                 |                 |                 |                 |                      |        |                   |        |        |         |
| Top 10                    |                 |                 |                 |                 |                 |                      | 2      |                   | 2      | 1      | 1       |
| Punkteränge               |                 | 1               |                 |                 |                 |                      | 28     |                   | 29     | 10     | 1       |
| Starts                    |                 | 8               | 1               | 2               |                 | 2                    | 39     |                   | 52     | 10     | 1       |
| Stand: Saisonende 2024/25 |                 |                 |                 |                 |                 |                      |        |                   |        |        |         |

### Weltcup-Gesamtplatzierungen
| Saison  | Gesamt | Gesamt | Distanz | Distanz | Sprint | Sprint |
| Saison  | Punkte | Platz  | Punkte  | Platz   | Punkte | Platz  |
| ------- | ------ | ------ | ------- | ------- | ------ | ------ |
| 2020/21 | 3      | 139.   | -       | -       | 3      | 87.    |
| 2021/22 | 2      | 156.   | -       | -       | 2      | 88.    |
| 2022/23 | 230    | 72.    | -       | -       | 230    | 31.    |
| 2023/24 | 236    | 69.    | -       | -       | 236    | 31.    |
| 2024/25 | 340    | 48.    | 46      | 94.     | 294    | 22.    |